# (2809) Vernadskij
(2809) Vernadskij (1978 QW2) – planetoida z pasa głównego asteroid okrążająca Słońce w ciągu 3,79 lat w średniej odległości 2,43 j.a. Odkryta 31 sierpnia 1978 roku.